# 康贝农
康贝农（法語：Cambernon，法語發音：[kɑ̃bɛʁnɔ̃]）是法国芒什省的一个市镇，属于库唐斯区。

## 地理
康贝农（49°4'49"N, 1°23'8"W）面积17.01 平方千米，位于法国诺曼底大区芒什省，该省份为法国西北部沿海省份，西、北、东北三面环大西洋，东起顺时针与卡爾瓦多斯省、奧恩省、马耶讷省和伊勒-维莱讷省接壤。
与康贝农接壤的市镇（或旧市镇、城区）包括：贝尔瓦勒、康普龙、库尔西、库唐斯、蒙屈、蒙蒂雄、圣索沃尔维拉日。

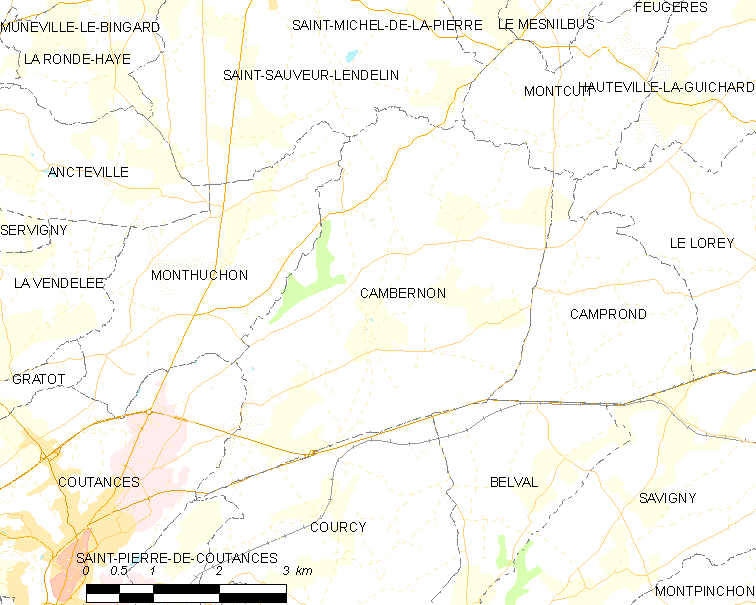
康贝农的OSM定位图

康贝农的时区为UTC+01:00、UTC+02:00（夏令时）。

## 行政
康贝农的邮政编码为50200，INSEE市镇编码为50092。

## 政治
康贝农所属的省级选区为库唐斯县。

## 人口

1962-2008年间康贝农人口变化图示

康贝农于2022年1月1日时的人口数量为693人。